# Ledningskrigföringssimulatorn
Ledningskrigföringssimulatorn, (LKS) är en demonstrator utvecklad av den svenska försvarsmakten syftande till utvecklingen av en komplett simulator där det mer konkret ska kunna gå att påvisa och visualisera ledningskrigföringens effekter på ledningsförmågan. 
Utvecklingen av demonstratormiljön har pågått sedan hösten 2005, med återkommande användartest eller experiment med officerare från Försvarsmakten som deltagande användare. 
Figur 1 visar bland annat hur ledningskrigföring påverkar ledningsförmågan.